# Freddy Cole
Lionel Frederick Cole (Chicago, 15 de outubro de 1931 – 27 de junho de 2020) foi um cantor de jazz e pianista americano, irmão de Nat King Cole e tio de Natalie Cole.

## Biografia
Cole nasceu de Edward e Paulina Cole e cresceu em Chicago com os irmãos Eddie, Ike e Nat King Cole. Ele começou a tocar piano aos seis anos de idade e continuou sua educação musical no Roosevelt Institute, em Chicago. Ele se mudou para Nova York em 1951, onde estudou na Juilliard School of Music, antes de concluir o mestrado no Conservatório de Música da Nova Inglaterra.
Após o sucesso moderado de "Whispering Grass" na OKeh Records em 1953, Cole passou vários meses na estrada com Johnny Coles e Benny Golson como banda do Earl Bostic. Durante a década de 1970, Cole gravou vários álbuns para selos europeus e ingleses. Ele passou a trabalhar com Grover Washington, Jr. e a gravar jingles para várias empresas, incluindo Turner Classic Movies. Ele foi o tema do documentário de 2006 The Cole Nobody Knows. Em junho daquele ano, Cole foi adicionado à lista de artistas da Steinway.
Cole foi introduzido no Hall da Fama da Georgia Music em 2007. Em julho de 2009, ele lançou uma gravação com seu próprio quarteto (guitarrista Randy Napoleon, baterista Curtis Boyd e baixista Elias Bailey), junto com o saxofonista Jerry Weldon e o pianista John DiMartino, tocando ao vivo no clube de jazz de Dizzy no Lincoln Center. Seu álbum de 2010, Freddy Cole Sings Mr. B, foi indicado ao Grammy na categoria Melhor Álbum Vocal de Jazz. O álbum apresenta o tenor Houston Person, o pianista John DiMartino, o guitarrista / arranjador Randy Napoleon, o baterista Curtis Boyd e o baixista Elias Bailey. Em 2010, seu publicitário Al Gomes marcou Cole sua primeira aparição na TV nacional em anos, tocando ao vivo no Jerry Lewis MDA Telethon.
Seu álbum de 2018, My Mood is You, também foi indicado ao Grammy de Melhor Álbum Vocal de Jazz; o álbum apresenta Napoleon, Bailey, DiMartino, além do baterista Quentin Baxter e do tenor Joel Frahn. Os acordos são de Napoleão e DiMartino.
As influências de Cole incluíram John Lewis, Oscar Peterson, Teddy Wilson e Billy Eckstine. Ao falar de Eckstine, Cole lembrou: "Ele era um artista fantástico. Eu aprendi muito apenas observando e estando perto dele".
Morreu no dia 27 de junho de 2020, aos 88 anos.

## Discografia
- Waiter, Ask the Man to Play the Blues (Dot, 1964)
- On Second Thought (De-Lite, 1969)
- Freddy Cole's Christmas Dreams (Arrikka, 1975)
- As Long As I'm Singing (First Shot, 1976)
- The Cole Nobody Knows (First Shot, 1976)
- Just Plain Freddy - Live (First Shot, 1976)
- Sing (Demand, 1976)
- One More Love Song (Decca, 1978)
- I Loved You (Som Livre, 1978)
- Freddy Cole Latino (Som Livre, 1979)
- Right from the Heart (Decca, 1980)
- Like a Quiet Storm (Dinky, 1983)
- Appearing Nightly (Dinky, 1987)
- I'm Not My Brother I'm Me (Sunnyside, 1991)
- Just the Way I Am - Salute to Nat King Cole (Alfa, 1992)
- Live at Birdland West (Laserlight, 1992)
- Live at Vartan Jazz (Vartan Jazz 1994)
- Always (Fantasy, 1995)
- This Is the Life (Muse, 1995)
- I Want a Smile for Christmas (Fantasy, 1995)
- A Circle of Love (Fantasy, 1996)
- It's Crazy but I'm in Love (After 9 1996)
- The Ends of the Earth (Fantasy, 1997)
- Love Makes the Changes (Fantasy, 1998)
- Le Grand Freddy (Fantasy, 1999)
- Merry-Go-Round (Telarc, 2000)
- Rio De Janeiro Blue (Telarc, 2001)
- In the Name of Love (Telarc, 2003)
- This Love of Mine (HighNote, 2005)
- Because of You (HighNote, 2006)
- Music Maestro Please with Bill Charlap (HighNote, 2007)
- When You're Smiling with Marlena Shaw (Ratspack 2007)
- The Dreamer in Me: Live at Dizzy's Club Coca-Cola (HighNote, 2009)
- Freddy Cole Sings Mr. B (HighNote, 2010)

Talk to Me (HighNote, 2011)
- Singing the Blues (HighNote, 2014)
- My Mood Is You (HighNote, 2018)